# Trionfo della Fede sull'Eresia
Il Trionfo della Fede sull'Eresia è un affresco (16×4 m) eseguito tra il 1706 e il 1707 da Francesco Solimena per la volta della sacrestia della chiesa di san Domenico Maggiore di Napoli.
Rappresenta uno dei più alti capolavori artistici del pittore e più in generale del Settecento napoletano, divenendo un manifesto dell'arte classicista e rococò.

## Storia
La committenza dell'opera nasce da un rapporto privilegiato che il pittore aveva con i padri domenicani di San Domenico Maggiore. Sin da giovane l'artista aveva infatti aderito come terziario presso l'ordine religioso, da cui poi gli verrà affibbiato il soprannome di Abate Ciccio.
I primi pagamenti al Solimena risalgono al 1704, anche se i lavori vengono avviati solo nel 1706 e completati l'anno seguente, com'è testimoniato dall'ultima notula di spesa datata marzo dello stesso anno. Per la realizzazione dell'affresco il pittore chiese ed ottenne l'eliminazione di una preesistente decorazione in stucco che ne limitava lo spazio. La somma percepita per il lavoro svolto ammontò a complessivi 1.500 ducati.
Il biografo Bernardo De Dominici descrisse l'affresco negli anni '40 del Settecento così: «[...] giudicata da tutti i professori del disegno, e da chi intende, e che ha buon gusto nella pittura una dell'opere perfette in tutti i numeri dell'arte, dipinta dal Solimena, anzi che vien giudicata la migliore, e la più superba [...] mai pittura sarà dipinta con più espressione ed unità della storia, né con più grande, e difficil componimento, né con più graziose figure, colorite con tal variazione di belle tinte, e vaghe, di questa in ogni parte ammirabile dipintura, che apparisce finita con sommo amore, pulizia, e maestria di pennello».

## Descrizione e stile
L'opera si sviluppa centralmente con una serie di personaggi distribuiti caoticamente nella scena, ma con una chiave di lettura della composizione continua e ben definita, che scorre dall'alto verso il basso a serpentina.
La narrazione parte dalle figure che riempiono il cielo aureo, quindi l'Eterno Padre, il Cristo e la colomba dello Spirito Santo. Scendendo nella parte centrale sono in evidenza la Vergine che punta il dito sul dirimpettaio San Domenico, indicandolo come santo a cui i fedeli devono mirare per la buona condotta cristiana. Maria è accompagnata da santi e allegorie: alla sua sinistra sono san Tommaso d'Aquino con il sole in petto, mentre alla sua destra san Pietro Martire, santa Caterina da Siena, santa Caterina de' Ricci e santa Rosa da Lima. Sulla diagonale sinistra, invece, ci sono san Domenico che riceve una stella da un angelo, accompagnato ancora più in basso dalle virtù della Sapienza, con in una mano lo scudo recante la colomba dello Spirito Santo e nell'altra il libro della saggezza con sopra l'agnello pasquale, la Fede, più a sinistra, con il calice contenente il corpo di Cristo, mentre ancora più a sinistra è l'Obbedienza. La storia si conclude con San Michele Arcangelo che brandisce un fulmine che sta per scagliare contro gli eretici, ritratti questi in caduta al margine inferiore della composizione, sopra un arco in muratura. In basso a destra sintetizza a conclusione (o apertura) il tema narrativo il cane con la torcia in bocca e l'Idra di Lerna, che rappresentano proprio il concetto di investigazione e ricerca dei padri domenicani delle anime eretiche.
Il predominante gusto rococò dell'affresco è sapientemente modulato dalla vivacità della composizione e dei colori che ravviano i fasti del primo rinascimento, lasciando intravedere peraltro, nella scelta dei colori oppositivi blu e rosso delle vesti della Vergine l'influenza di modelli che ricordano il Guercino. Un altro rimando artistico questa volta lo si scova nei confronti di Luca Giordano, dove nella figura dell'arcangelo Michele che sfiora col piede uno degli eretici si intravede la scelta compositiva che l'antico maestro compie nel San Michele Arcangelo sconfigge gli angeli ribelli (1666) del Kunsthistorisches Museum di Vienna.